# Kyle Busch

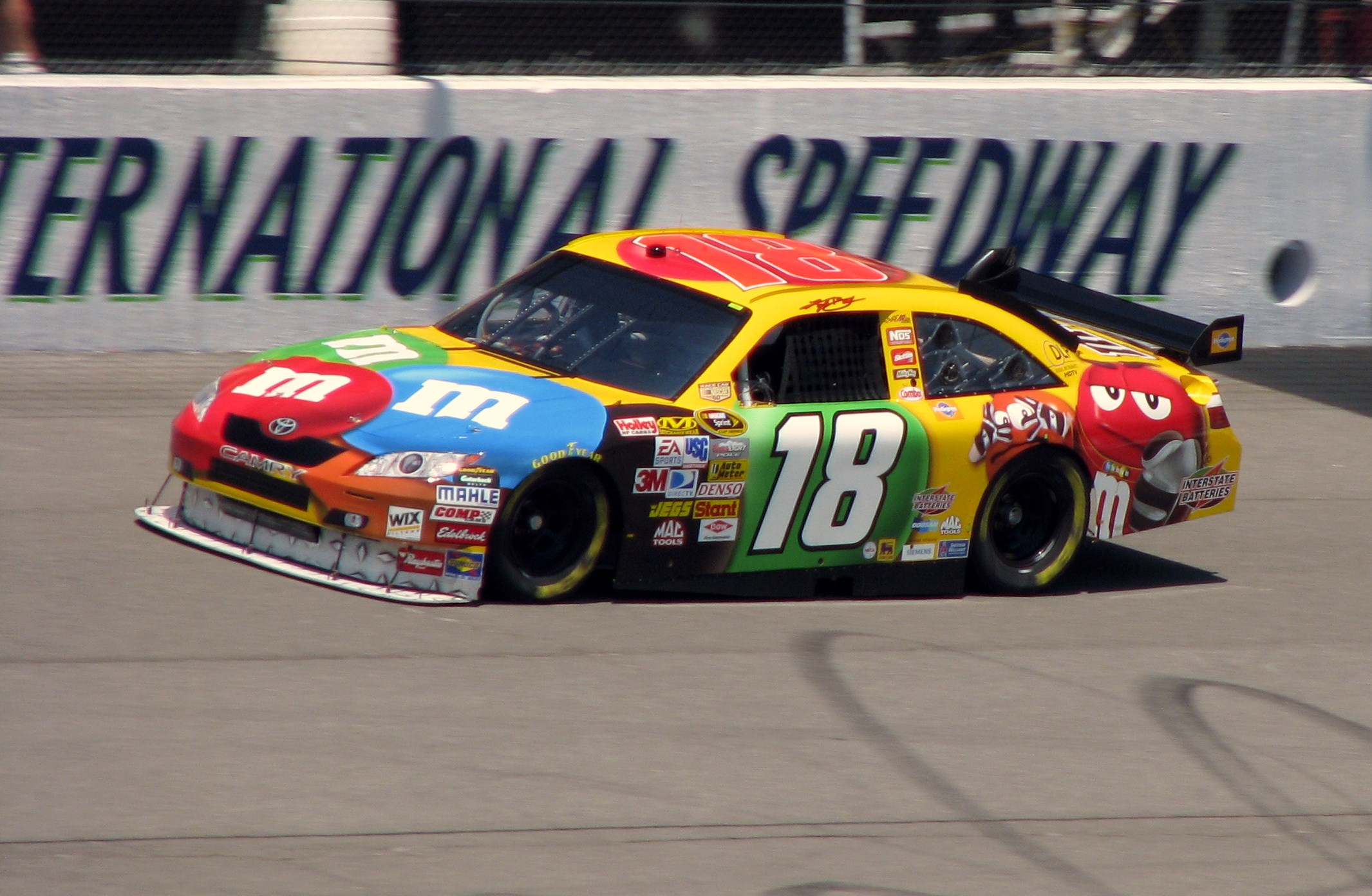
Busch op de Michigan International Speedway in 2008.

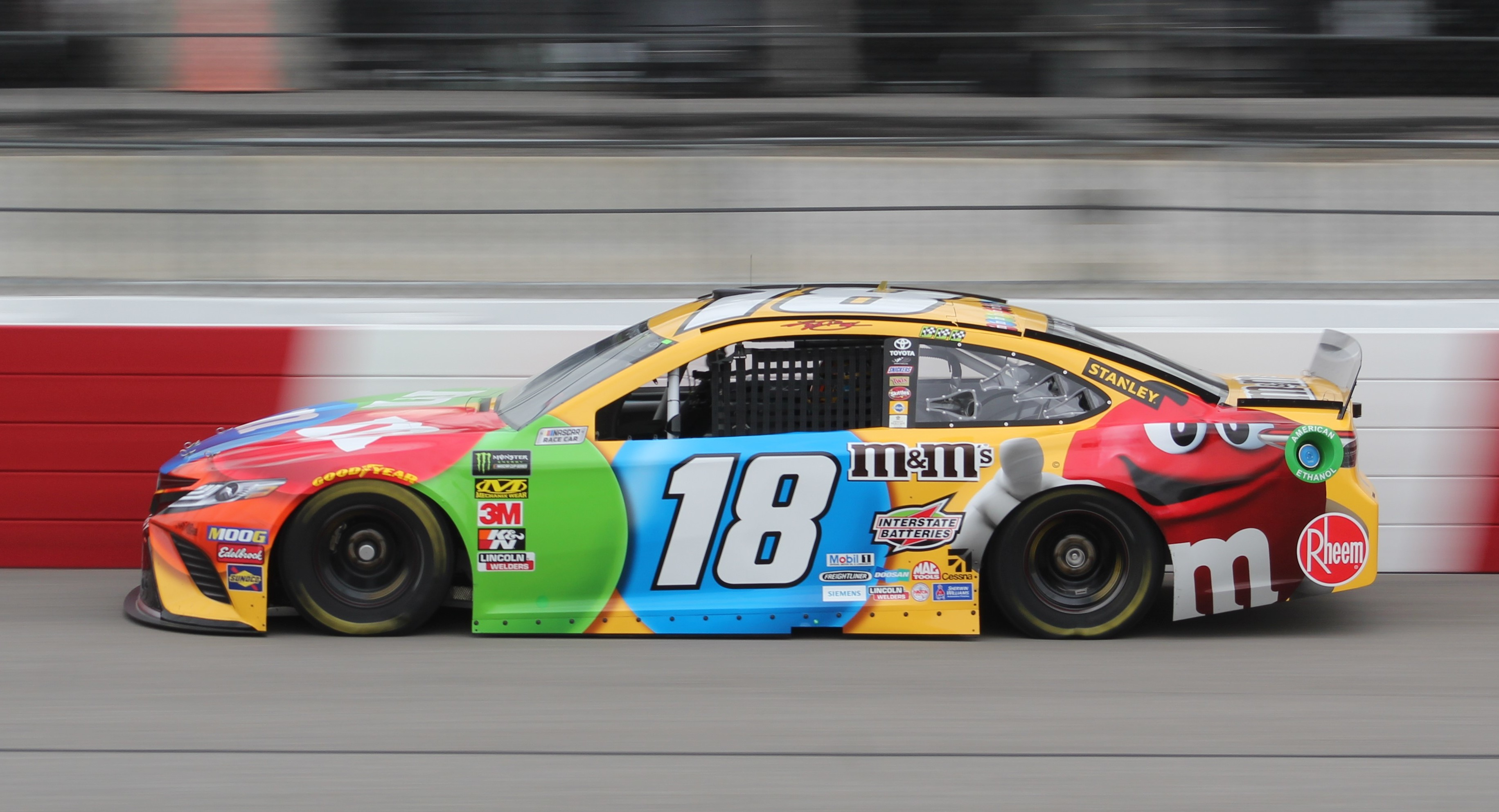
Busch's Joe Gibbs Racing Toyota in 2019

Kyle Thomas Busch (Las Vegas (Nevada), 2 mei 1985) is een Amerikaans autocoureur. Hij won de NASCAR Nationwide Series in 2009 en de NASCAR (Sprint) Cup Series in 2015 en 2019. Kyle is de jongere broer van Kurt Busch, de NASCAR Sprint Cup winnaar van 2004.

## Carrière
Busch startte zijn carrière in de NASCAR in 2001 in de Craftsman Truck Series. In 2004 reed hij voor het eerst in de Nationwide Series en in 2005 ging hij aan de slag in de Sprint Cup, de eerste divisie in de NASCAR. Tot nog toe blijft hij de drie races combineren. In 2004 boekte hij zijn eerste overwinning toen hij won op de Richmond International Raceway in een race uit de Nationwide Series. In 2005 won hij voor de eerste keer in de Craftsman Truck Series, dit keer op de Charlotte Motor Speedway en drie maanden later won hij voor de eerste keer in de Sprint Cup toen hij in deze raceklasse won op de Auto Club Speedway, waarmee hij de jongste coureur ooit werd die een race won in de hoogste divisie van de NASCAR. In 2006 en 2007 won hij telkens races in elk van de drie raceklassen met een vijfde plaats in de Sprint Cup in 2007 als beste eindklassement.
In 2008 won hij eenentwintig races, drie in de Truck Series, tien in de Nationwide Series en acht in de Sprint Cup. Ondanks dat Busch met acht overwinningen één wedstrijd meer won in vergelijking met kampioenschapswinnaar Jimmie Johnson eindigde hij op de tiende plaats in het eindklassement. In 2009 startte hij opnieuw in de drie kampioenschappen. Hij won vier wedstrijden uit de Sprint Cup, zeven wedstrijden uit de Truck Series en negen wedstrijden in de Nationwide Series wat voldoende was om in deze laatste raceklasse zijn eerste titel te winnen.

## Resultaten in de NASCAR Sprint Cup
Sprint Cup resultaten (aantal gereden races, polepositions, gewonnen races en positie in het kampioenschap)
| Jaar | Team                    | Races | Polepositions | Overwinningen | Kampioenschap |
| ---- | ----------------------- | ----- | ------------- | ------------- | ------------- |
| 2004 | Hendrick Motorsports #5 | 6     | 0             | 0             | 52e           |
| 2005 | Hendrick Motorsports #5 | 36    | 1             | 2             | 20e           |
| 2006 | Hendrick Motorsports #5 | 36    | 1             | 1             | 10e           |
| 2007 | Hendrick Motorsports #5 | 36    | 0             | 1             | 5e            |
| 2008 | Joe Gibbs Racing #18    | 36    | 2             | 8             | 10e           |
| 2009 | Joe Gibbs Racing #18    | 36    | 1             | 4             | 13e           |
| 2010 | Joe Gibbs Racing #18    | 36    | 2             | 3             | 8e            |
| 2011 | Joe Gibbs Racing #18    | 35    | 1             | 4             | 12e           |
| 2012 | Joe Gibbs Racing #18    | 36    | 2             | 1             | 13e           |
| 2013 | Joe Gibbs Racing #18    | 36    | 3             | 4             | 4e            |
| 2014 | Joe Gibbs Racing #18    | 36    | 4             | 1             | 10e           |
| 2015 | Joe Gibbs Racing #18    | 25    | 1             | 5             | 1e            |
| 2016 | Joe Gibbs Racing #18    | 36    | 3             | 4             | 3e            |
| 2017 | Joe Gibbs Racing #18    | 36    | 8             | 6             | 2e            |
| 2018 | Joe Gibbs Racing #18    | 36    | 6             | 8             | 4e            |
| 2019 | Joe Gibbs Racing #18    | 36    | 1             | 5             | 1e            |
| 2020 | Joe Gibbs Racing #18    | 36    | 2             | 1             | 8e            |
| 2021 | Joe Gibbs Racing #18    | 36    | 1             | 2             | 9e            |
| 2022 | Joe Gibbs Racing #18    | 11    | 0             | 1             | 4e            |